# Захват Корфу
Захват Корфу — часть дипломатического и военного кризиса в 1923 году между Италией и Грецией, вызванного убийством итальянского генерала Энрико Теллини, возглавлявшего комиссию по разрешению греческо-албанского территориального конфликта. В результате Бенито Муссолини направил Греции ультиматум, после отказа от полного выполнения которого началась бомбардировка и оккупация острова Корфу.

## Предпосылки
Во время турецко-итальянской войны Италия оккупировала Додеканес — архипелаг у берегов Турции с преимущественно греческим населением. По соглашению Венизелоса-Титтони от 1919 года Италия пообещала уступить острова, кроме Родоса, Греции, а та должна была признать итальянские претензии на часть Анатолии.
Однако после победы кемалистов в войне за независимость итальянцы потеряли контроль над Анатолией, что делало невозможным выполнение их части соглашения и летом 1923 укрепил итальянский гарнизон на архипелаге, планируя его присоединение к Италии.
По результатам мирного договора своих владений, в частности провинций Джубаленд и Джарабуб, лишилась Британская Империя. Ранее эти провинции были обещаны Италии, при условии разрешения ситуации с Додеканесом. Фактическое значение этих территорий сводилось не к их незначительному экономическому потенциалу, но к важной роли в пропаганде Фашистской партии и Муссолини в частности. Придя к власти на осуждении слабости своих предшественников и обещаниях быть «сильный вождём, который сведёт на нет изуродованную победу», он уже к лету 1923 года вынужден был столкнутся с реальностью, что Италия недостаточно сильна, чтобы выполнить все его обещания.
Тем временем, между Грецией и Албанией возник территориальный спор, решить который должна была Конференция Послов — один из руководящих органов Лиги Наций. Для урегулирования спора была создана уполномоченная комиссия из официальных представителей Франции, Британии и Италии. Председателем комиссии был назначен итальянский генерал Энрико Теллини. С самого начала переговоров отношения между Грецией и комиссией были плохими. В конце концов, греческий делегат открыто обвинил Теллини в работе на Албанию.
В июле 1923 года Муссолини приказал адмиралам КВМС начать подготовку к оккупации Корфу в ответ на провокации Греции. Адмирал и министр ВМФ Италии Таон ди Ревель приветствовал захват Корфу полагая, что это покажет итальянскому народу важность военно-морского флота и приведет к увеличению финансирования. При этом о планах оккупации не было сообщено дипломатам, в ожидании их сопротивления, что подтвердилось в дальнейшем.

## Убийство Теллини
27 августа 1923 года Теллини, майор Луиджи Корти, лейтенант Марио Боначини, а также албанский переводчик Танас Гезири и шофер Ремиджио Фарнетти попали в засаду и были убиты неизвестными на пограничном переходе Какавия, на территории Греции. Жертвы не были ограблены. Инцидент произошёл недалеко от спорной границы и мог быть совершен любой из сторон.
Италия и Албания обвинили в нападении греков, в то же время Греция, а также румынский консул в Янине, возложили ответственность на албанских бандитов.
В 1945 году посол Великобритании в Греции Реджинальд Липер направил сэру Энтони Идену письмо, в котором предполагал, что в убийстве Теллини виновны чамские албанцы, в частности, бандит Даут Ходжа.
По мнению греческого историка Аристотеля Каллиса:
Многое в инциденте, приведшем к убийству Теллини, остается неясным. Существует достаточно доказательств, подтверждающих аргумент греческого правительства о том, что преступники на самом деле были выходцами из Албании и незаконно пересекли границу, чтобы устроить засаду на машину в Греции и, таким образом, обвинить греческую сторону.

## Ультиматум
29 августа 1923 года Италия направила Греции ультиматум, требуя:
1. официальных извинений итальянской дипломатической миссии в Афинах,
2. торжественные похорон в католическом соборе в Афинах в присутствии всего греческого правительства,
3. воинских почестей для тел погибших,
4. почестей греческого флота итальянскому флоту, который будет отправлен в Пирей,
5. смертную казнь для виновных,
6. возмещения в размере 50 миллионов лир в течение пяти дней после получения ультиматума
7. строгого расследования, проведённого быстро, с привлечением итальянского военного атташе.

Италия также требовала ответа на ультиматум в течение 24 часов.
Греция ответила Италии 30 августа, приняв 4 требования со следующими изменениями:
1. Комендант Пирей выразит сожаление греческого правительства итальянскому министру.
2. пройдет панихида в присутствии членов правительства,
3. в тот же день отряд гвардейцев салютует итальянскому флагу в итальянской дипломатической миссии,
4. военные воздадут почести останкам жертв, когда их перевезут на итальянский военный корабль.

Остальные требования были отклонены из-за нарушения суверенитета и чести Греции.
Кроме того, греческое правительство заявило о своей полной готовности предоставить справедливое возмещение семьям жертв. и что оно не согласилось на расследование в присутствии итальянского военного атташе, но оно будет рад принять любую помощь, которую полковник Пероне (итальянский военный атташе) мог бы оказать, предоставив любую информацию, которая могла бы облегчить обнаружение убийц.